# Americans for Prosperity
Americans for Prosperity (AFP) („Amerikaner für Wohlstand“) ist eine libertäre und konservative US-amerikanische Interessengruppe mit Sitz in Arlington, Virginia. Sie wird von den Gebrüdern Koch (Koch Industries) finanziert und spielte über Astroturfing-Kampagnen eine wichtige Rolle bei der Formierung der Tea-Party-Bewegung, deren Hinwendung zur organisierten Klimawandelleugnerbewegung und der Übernahme des Repräsentantenhauses durch die Republikanische Partei im Jahre 2010. AFP galt auch als eine der einflussreichsten Organisationen bei der Präsidentschaftswahl in den Vereinigten Staaten 2012, bei der sie die Wiederwahl Barack Obamas zu verhindern suchte.

## Hintergrund
1984 gründete der Großindustrielle Charles G. Koch (Koch Industries) die Non-Profit-Organisation Citizens for a Sound Economy (CSE, „Bürger für eine gesunde Wirtschaft“). Sie folgte dem Konzept, als angebliche „Graswurzelbewegung“ mit zahlreichen Mitgliedern aufzutreten, während sie tatsächlich von Charles Koch und seinem Bruder David H. Koch kontrolliert und von Großkonzernen wie Koch Industries, ExxonMobil und Microsoft finanziert wurde und deren Interessen vertrat. Dafür wurde später die Bezeichnung „Astroturfing“ (nach der Kunstrasen-Marke AstroTurf) gebräuchlich.
CSE ging 1993 erfolgreich gegen Bill Clintons Plan einer Steuer auf fossile Brennstoffe vor. Dazu gehörte eine Werbekampagne, organisierte Demonstrationen mit scheinbarem „Graswurzel“-Charakter vor dem Kapitol, um die dortigen Parlamentarier zu beeindrucken, und gezielte Angriffe auf Befürworter des Gesetzes. Danach folgte eine Kampagne gegen Clintons Vorhaben einer Steuererhöhung für hohe Einkommen, wobei CSE die Falschinformation verbreitete, das Gesetz richte sich gegen die Mittelklasse. In beiden Fällen war damals nicht bekannt, wer hinter den Kampagnen stand.
Americans for Prosperity entstand 2004, als sich CSE in FreedomWorks und Americans for Prosperity spaltete. Dick Armey, der zu dieser Zeit Vorsitzender von CSE war, wurde zum Vorsitzenden von FreedomWorks, während David Koch Vorsitzender der AFP Foundation wurde.

## Struktur und Führung
So wie die Vorgängerorganisation Citizens for a Sound Economy und ähnliche Interessenvertretungen besteht AFP aus zwei Non-Profit-Einrichtungen: Americans for Prosperity, eine 501(c)(4)-Organisation, und die Americans for Prosperity Foundation, eine 501(c)(3)-Organisation. Spenden an die Foundation (Stiftung) können von der Steuer abgezogen werden, aber die Foundation darf nicht politisch aktiv werden. AFP selbst darf sich an Wahlkämpfen beteiligen, solange dies nicht ihre hauptsächliche Aktivität ist; Zuwendungen an diese Organisation sind jedoch nicht abzugsfähig. In beiden Fällen muss die Herkunft der Spenden nicht offengelegt werden.
Der Sitz von AFP in Arlington, Virginia, liegt in unmittelbarer Nähe der Hauptstadt Washington. Von dort aus werden 36 Landesverbände verwaltet. Der Präsident ist Tim Phillips. Gegenwärtig (2017) hat die Organisation etwa 500 Mitarbeiter, während der Wahlkampagne zur Präsidentschaftswahl 2016 waren es ca. 650 Angestellte.

## Finanzierung
In der Steuererklärung von 2007 gab AFP einen Umsatz von 5,7 Millionen US-Dollar an. Die Ausgaben wurden mit 6,8 Millionen US-Dollar beziffert. 2010 stand AFP und der AFP Foundation ein kumuliertes Budget von 40 Millionen US-Dollar zur Verfügung.
Wiederholt trugen auch Tabakkonzerne zur Finanzierung der Organisation bei, darunter die Altria Group (Philip Morris), die R. J. Reynolds Tobacco Company und British American Tobacco.

## Aktivitäten
Die Koch-Brüder unterstützen als Vertreter des Libertarismus mit Hilfe von AFP gezielt diejenigen republikanischen Kandidaten für öffentliche Ämter, die besonders marktradikale Positionen vertreten, und gehörten zu den Hauptfinanzierern der libertär-konservativen Tea-Party-Bewegung. Im Vorfeld der US-amerikanischen Präsidentschaftswahl 2024 gab die Stiftung am 28. November 2023 bekannt, dass sie nicht den als aussichtsreichsten Kandidaten geltenden Donald Trump unterstützen werde, sondern die in Meinungsumfragen zweit- oder drittplatzierte Bewerberin Nikki Haley. Zur Begründung hieß es, dass die Republikanische Partei in der Vergangenheit „schlechte Kandidaten gewählt habe, die gegen die amerikanischen Kernprinzipien verstoßen“ hätten. Die Demokraten hätten sich auf der anderen Seite immer mehr eine „extreme Politik“ betrieben.

### Steuern
Eines der ersten Projekte von AFP war 2004 die Taxpayer Bill of Rights, die sich gegen Steuern jeglicher Art wendete und u. a. forderte, dass jede Steuererhöhung durch ein Referendum bestätigt werden müsse. Die ersten Aktionen fand im Bundesstaat Kansas statt – wo Koch Industries seinen Sitz hat –, da dort ein Entscheid über eine mögliche Steuererhöhung anstand. Mit großen Summen für Werbespots im Fernsehen trug AFP dazu bei, die Steuererhöhung zu verhindern.

### Wirtschaftspolitik
Als Barack Obama nach seinem Amtsantritt 2009 ein keynesianisches Gesetzespaket ankündigte, das mit 800 Milliarden Dollar die Wirtschaft ankurbeln sollte (American Recovery and Reinvestment Act), begann Americans for Prosperity bundesweit Kundgebungen gegen diese Konjunkturmaßnahme zu organisieren. Es folgten Medienauftritte des republikanischen Senators Jim DeMint, die von AFP gesponsert wurden, die Einrichtung einer Website, Werbespots im Fernsehen und eine Unterschriftensammlung, bei der angeblich 500.000 Unterschriften zusammenkamen.

### Klimaschutz
Americans for Prosperity zählt zu den bedeutendsten Akteuren der organisierten Klimawandelleugnerszene. Insgesamt gab die Organisation Hunderte Millionen US-Dollar dafür aus, Politiker zu unterstützen, die den menschengemachten Klimawandel bestreiten.
2008, nachdem der Supreme Court der Umweltbehörde EPA die Regulierung von Kohlendioxid-Emissionen erlaubt hatte, kreierte Americans for Prosperity das „Keine-Klimasteuer“-Gelöbnis („No Climate Tax“). Dabei ließen sie Kongress-Abgeordnete schwören, im Repräsentantenhaus gegen jede Form von Kohlendioxid-Besteuerung zu stimmen, sofern diese nicht durch eine ähnlich große Ausgabenreduzierung des Staatshaushaltes begleitet würde, was unwahrscheinlich war. Anfang 2011 hatten 156 Angehörige der 112. Kongresses der Vereinigten Staaten das Gelöbnis geleistet. Darunter befanden sich insbesondere viele Mitglieder des Energie- und Handelsausschusses, u. a. neun der zwölf republikanischen Ausschussmitglieder.
2009 organisierte Phillips eine „Hot Air Tour“ durch die USA, um gegen die von Präsident Barack Obama geplante Reduktion der Kohlendioxid-Emissionen Stimmung zu machen. Dabei wurden renommierte Klimaforscher gezielt angegriffen und ihre Ergebnisse in Zweifel gezogen. Phillips verbreitete die Behauptung, künftig solle das beliebte Grillen bei Veranstaltungen aus Klimaschutzgründen verboten werden. Außerdem schickte er Störer in Veranstaltungen von Politikern, die den Klimawandel als erwiesen ansahen, ließ die Beschimpfungen der Störer filmen und verwendete das Filmmaterial dann für Propaganda gegen die betreffenden Politiker. „Nachdem Americans for Prosperity viele Millionen Dollar für die Durchführung derartiger Aktionen aufgewandt hatte“, so die Journalistin Kerstin Kohlenberg, „war jedem Republikaner klar, dass die Thematisierung des Klimawandels das Karriereende bedeutete.“

### Gesundheitspolitik
Auch gegen Obamas Reform des Gesundheitswesens („Obamacare“) wurde AfP-Präsident Phillips 2009 im Vorfeld aktiv, indem er über 300 Demonstrationen organisierte, bei denen Leichenbilder aus dem KZ Dachau gezeigt wurden und ein demokratischer Kongressabgeordneter symbolisch an einem Galgen baumelte. Bei der 2017 von Donald Trump angestrebten Abschaffung von Obamacare drohte Phillips den republikanischen Kongressabgeordneten, ihre Wiederwahl 2018 mit Gegenkandidaten und viel Geld zu verhindern, falls sie für die erste, noch relativ moderate Fassung des betreffenden Gesetzes stimmen würden. Tatsächlich wurde schließlich eine schärfere Fassung verabschiedet.
Im Hinblick auf das Tabakrauchen vertritt die Organisation eine mit Tabakkonzernen abgestimmte Politik und setzt sich gegen Besteuerung von Tabakprodukten und gegen Luftreinhaltegesetze in Innenräumen ein.
2018 lobbyierte Americans for Prosperity für die Kürzung des Budgets des Centers for Disease Control and Prevention, einer Behörde des Gesundheitsministeriums, die sich insbesondere um Infektionskrankheiten kümmert. Als Grund für Budgetkürzung um eine Mrd. Dollar gab AfP an, „die Belastung aller Steuerzahler durch zu hohe Ausgaben verringern“. Im März 2020, als US-Bundesstaaten begannen während der COVID-19-Pandemie nicht lebensnotwendige Wirtschaftssektoren temporär zu schließen und nur die Grundversorgung aufrechtzuerhalten, forderte Americans for Prosperity Unternehmen nicht zuzumachen. Alle Bereiche der Wirtschaft seien notwendig. Dabei widersprach AfP direkt dem Rat von Gesundheitsexperten, die ihrerseits größtmögliche soziale Isolation als vielversprechendsten Lösungsweg für die Corona-Krise nannten. Mediale Beachtung fand in diesem Kontext die Tatsache, dass AfP trotz der Forderung nach Aufrechterhalten der normalen Wirtschaftsbedingungen seine eigenen Mitarbeiter zu ihrem eigenen Schutz ins Home-Office schickte. In These Times zählt Americans for Prosperity neben den ebenfalls kochfinanzierten Organisationen Heritage Foundation und American Legislative Exchange Council zu den konservativen und rechten Think Tanks und Frontorganisationen, die am lautesten Stimmung für die Wiederöffnung der Wirtschaft machen und dabei in Kauf nehmen, Arbeitnehmer tödlichen Gefahren auszusetzen.

### Verkehrspolitik
In der Verkehrspolitik setzt sich Americans for Prosperity u. a. für die Abschaffung von Steuerpriviligien für Elektroautos ein. Bereits 2016 war bekannt geworden, dass sich Koch Industries gemeinsam mit einem ehemaligen Lobbyisten für die American Fuel and Petrochemical Manufacturers zusammengetan hatten, um eine Kampagne für den Benzinantrieb und gegen E-Autos zu starten, die ein jährliches Budget von 10 Mio. Dollar hat. 2018 wurde bekannt, dass Americans for Prosperity im Auftrag der Kochs ebenfalls gegen Projekte für den Öffentlichen Personennahverkehr kämpft. Die Organisation argumentiert hierbei, dass die Nutzung des ÖPNVs dem amerikanischen Freiheitsgedanken widersprechen würde. Bekämpft werden u. a. Projekte für neue Straßen- bzw. Stadtbahnen, die Ausweitung von öffentlichen Busstrecken, aber auch der Bau von Tunneln, die bestehende Verkehrsprobleme reduzieren würden.

## Kritik
Im August 2010 argumentierte die Demokratische Partei und die Obama-Administration, dass AFP und die AFP Foundation de facto ein Political Action Committee seien und daher die steuerliche Freistellung als Non-Profit-Organisation nicht gerechtfertigt sei. Obama sagte dazu: „Zurzeit gibt es überall im Land Gruppen mit harmlos klingenden Namen wie Americans for Prosperity, die Werbung im Wert von Millionen von Dollar gegen demokratische Kandidaten ausstrahlen, überall im Land. Und sie müssen nicht sagen, wer genau diese ‚Amerikaner für Prosperität‘ sind. Man weiß nicht, ob es ein ausländisches Unternehmen ist. Man weiß nicht, ob es ein großer Ölkonzern oder eine große Bank ist.“ Später bezeichnete die Administration AFP als „Frontorganisation, die von den Öl-milliardenschweren Koch-Brüdern geleitet wird“, die „besessen davon sind, Barack Obama zu einem Präsidenten mit nur einer Amtszeit zu machen“. Als Reaktion bezeichnete Tim Phillips, Leiter von AFP, die Vorstellung, dass AFP Gelder ausländischer Quellen annehme, als „lächerlich“. Darüber hinaus merkte er an, dass AFP in Folge der Aussage des Präsidenten einen Zuwachs an Spenden beobachtete, weil „[die Spender] wissen dass, wenn der Präsident der Vereinigten Staaten dich attackiert, weil du seiner Agenda widersprichst, du vermutlich etwas tust, das effektiv ist“.
Die amerikanische Journalistin Jane Mayer sagte in einem Interview: „Die Kochs sind ausgezeichnet darin, Arbeiter dazu zu bringen, gegen die eigenen ökonomischen Interessen zu wählen, indem sie ‘big government’ dämonisieren und den freien Markt im Gegenzug vergötzen.“